# Louise Dubiel
Louise Dubiel er en popsanger og singer-songwriter fra Danmark, der er mest kendt for at have deltaget i "Danmark har talent" 2009 med sangen "Forpulet Perfekt".

## Diskografi
- Alle kneb gælder (2010)